# Космос-2437
Космос-2437 је један од преко 2400 совјетских вјештачких сателита лансираних у оквиру програма Космос.
Космос-2437 је лансиран са космодрома Тјуратам, Бајконур, Казахстан, 25. децембра 2007. Ракета-носач Протон-М је поставила сателит у орбиту око планете Земље. 